# Kamaitachi
Pour les articles homonymes, voir Itachi.
Le Kamaitachi (鎌鼬) est un groupe générique de yōkai, créatures présentes dans le folklore japonais, notamment issu de récits transmis oralement dans la région du Kōshin'etsu, associés à une sensation étrange d’une plaie ouverte, dont la créature était dite comme responsable.

## Présentation

### Description
Dans la plupart des sources, le kamaitachi est représenté comme un mustélidé, généralement un vison du Japon, équipé de longues griffes acérées, semblable à des lames ou des faux. Selon les croyances populaire, il apparaît transporté par un tourbillon de poussière et attaque les gens en les coupant. Les victimes de cette rencontre se retrouvent avec des blessures nettes, semblables à celles infligées par une lame, mais sans ressentir de douleur ni voir de saignement,. Dans plusieurs régions, c’est le phénomène météorologique qu’est le tourbillon de poussière, qui est appelé « Kamaitachi »sous la forme d’une expression, tout comme dans d’autres parties du monde. Le kamaitachi n’est pas systématiquement une belette à faucille, mais une sensation de coupure intense causée par un processus jugé comme surnaturel.

### Étymologie
Le nom kamaitachi est constitué des caractères kama (鎌), un terme qui désigne indifféremment une faux ou une faucille, et itachi  (鼬 ; イタチ), qui désigne un mustélidé longiligne en terme général, mais plus particulièrement le vison du Japon (Mustela itatsi).
Originellement, le terme « Kamaitachi » (かまいたち) pourrait être une déformation du mot « Kamaetachi » (構え太刀), qui signifie « posture de la lame ». C’est à partir du milieu de la période Édo, que l’expression sera associé au mustélidé au faucille, où elle influencera l’imaginaire collectif, notamment dans des œuvres comme le Gazu Hyakki Yagyō de Toriyama Sekien.
Bien qu'il soit distinct, le kamaitachi a été assimilé au qiongqi (窮奇), une créature issues de la littérature et des légendes chinoise, apparaissant dans certains ouvrages de la même période. Cette association repose sur le fait que ces deux bêtes sont associées au vent, et le terme « Kamaitachi » était alors utilisé comme une lecture alternative pour désigner le Qiongqi, ou le fengli, respectivement désigné sous le nom de kyūki et fūri au Japon.

## Traditions populaires régionales

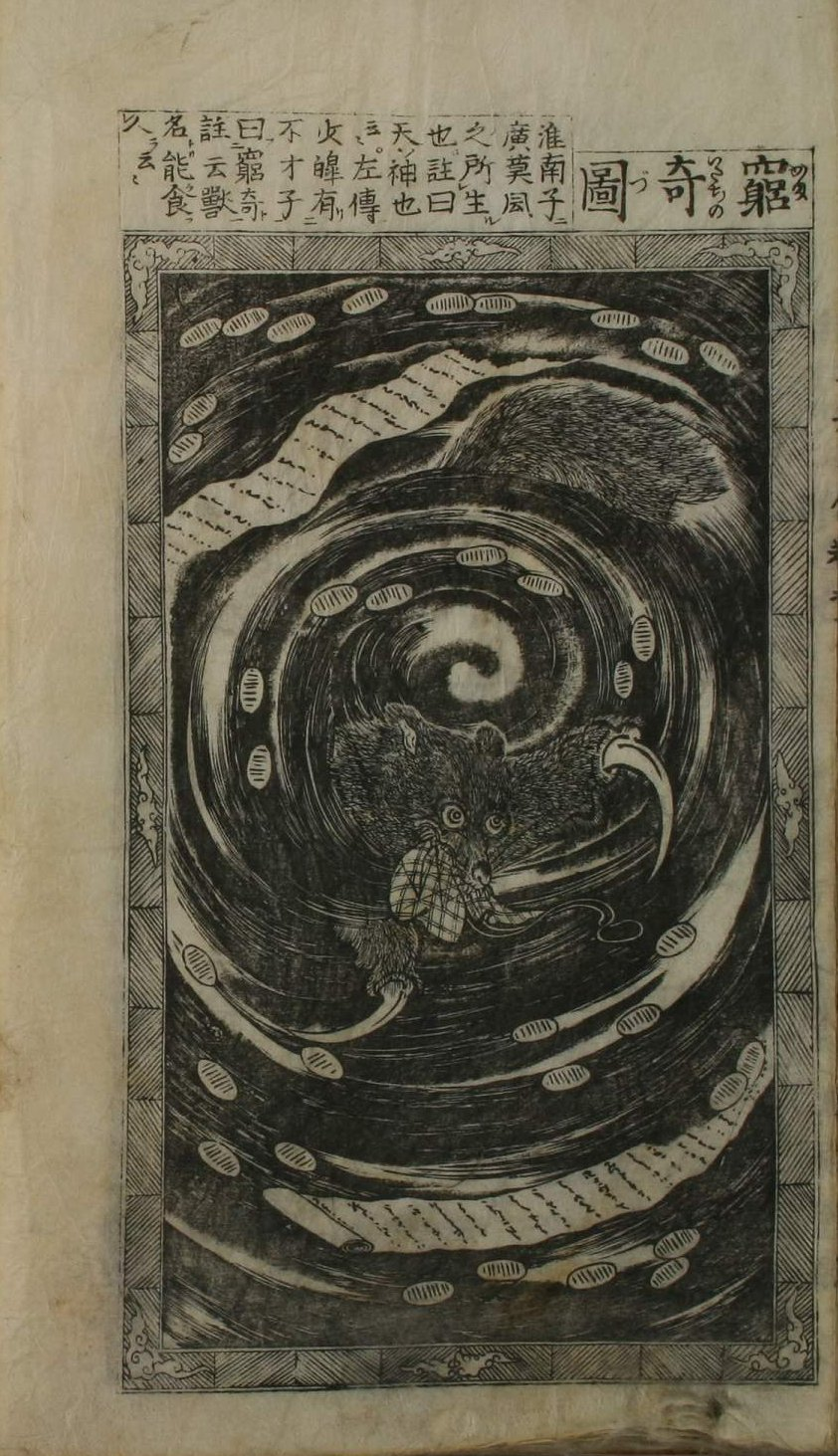
Illustration de Kyūki tirée de Uki Botan Zenden par Utagawa Toyohiro.

L’imaginaire autour de vents causant des blessures infligées par le kamaitachi étaient connus dans une bonne partie du Japon, notamment dans les régions du Chūbu et du Kansai, ainsi que dans de nombreuses régions enneigées où ces légendes sont particulièrement répandues. Bien que le phénomène reste similaire, les descriptions sur la nature du yōkai varient selon les lieux. Dans le Tōhoku, il est dit que l'on peut guérir d’une blessure causée par un Kamaitachi en appliquant un koyomi, un ancien calendrier utilisé sur l’archipel, brûlé en poudre sur la plaie.
Dans la préfecture de Wakayama, si une personne se blessait en tombant accidentellement sur la route et que la plaie ressemblait à une entaille faite par une faucille, cela était attribué à un kamaitachi. Dans la région de Yoshino, dans la préfecture de Nara, on disait qu'une morsure de kamaitachi faisait trébucher une personne, provoquait une ouverture de la plaie sans saignement, ces créatures étant invisibles aux yeux humains, leur forme restant indéterminée.

### Lekamaitachi, comme émissaire d’une divinité maléfique
Dans les régions du Shin'etsu, on croyait que le Kamaitachi était l'œuvre d’un kami maléfique, maudissant tous ceux qui venaient à marcher sur un koyomi. Dans la région d’Echigo, le kamaitachi est considéré comme l’un des Sept mystères d’Echigo, avec différentes variations selon les versions, où il peut ne pas être inclus. Dans la région de la rivière Nyukawa à Hida, on pensait que le Kamaitachi était causé par trois divinités : la première faisait tomber la victime, la seconde la coupait avec une lame, et le troisième appliquait un remède, expliquant l'absence de douleur et de saignement. C’est pourquoi, sur certaine illustrations, il est possible de voir le kamaitatchi représenté sous la forme d’un trio de mustélidé armés, et non un seul individu.

### Kamaitachiprovoqués par unīzuna
Dans l'est de la préfecture d’Aichi, le kamaitachi, également désigné sous le nom Īzuna (飯綱 ; « corde de riz ») était plus généralement associé à la belette d’Europe, vivent également dans certaines régions tout au nord de l’archipel. Il était dit qu’un īzuna, autrefois invoqué par un sorcier, s'était échappé car son porteur avait refusé d'apprendre à ses disciples comment le maîtriser. Cet īzuna, alors porté par un tourbillon de poussières, s’attaquait  aux gens en volant leur sang. L'absence de sang dans les blessures causées par un kamaitachi serait ainsi attribuée au fait que le sang aurait été aspiré par la petite créature.

### Nogama
Dans la préfecture de Kōchi, des phénomènes similaires à ceux attribués au kamaitachi sont appelés Nogama (野鎌 ; « faucille sauvage »). Ce yōkai serait né d'une faucille abandonnée dans un cimetière après avoir été utilisée lors d’un enterrement. Dans la région de Iya (préfecture de Tokushima), la croyance voulait que si une faucille ou une houe utilisée pour creuser des tombes n’est pas laissée sur place pendant sept jours avant d’être ramenée, elle se transforme en Nogama. Si l’on rencontre un Nogama, il faut réciter une incantation pour apaiser le mal :  
「仏の左の下のおみあしの下の、くろたけの刈り株なり、痛うはなかれ、はやくろうたが、生え来さる」
Traduction en Français : 
« Sous le pied gauche du Bouddha, là où se trouve la souche de bambou noir coupée, ne cause plus de douleur et laisse repousser la vie. ».

### Autres récits
Dans la région de Niigata, au district de Mishima (ville de Katakai), le folklore local raconte qu’une chute sur la Kamakiri-zaka (蟷螂坂 ; pente de la mante) provoque des blessures ressemblant à des coupures faites par une faucille, avec du sang noir et des douleurs intenses. Cela serait dû à un immense mante qui vivait là autrefois et qui aurait été écrasée par la neige,.
Dans la préfecture de Kanagawa, le kamaitachi est désigné sous le nom d’un Kamakaze (鎌風 ; « vent à faucille »), et dans la préfecture de Shizuoka, Akuzenshi no kaze (悪禅師の風 ; « vent du maître zen maléfique »). Dans les régions de l’ouest du Japon, on parle d’une Kazakama (風鎌 ; « faucille du vent »), qui écorcherait la peau humaine. Ces blessures sont indolores au début, mais deviennent très douloureuses et saignent par la suite. Là encore, porter un koyomi sur soi protégerait de ce mal.
Des récits rapportent aussi des incidents au sein de la résidence de leur victimes. Par exemple, à Yotsuya, une femme aurait été attaquée par un kamaitachi alors qu’elle utilisait des toilettes, et un homme à Ushigome alors qu’il essayait de mettre ses sandales. À Ōme, une femme, rongée par la jalousie, aurait coupé ses propres cheveux en lançant une malédiction. Les cheveux coupés se seraient alors transformés en kamaitachi et auraient décapité sa rivale.

## Mentions dans la littérature de l'époque Édo

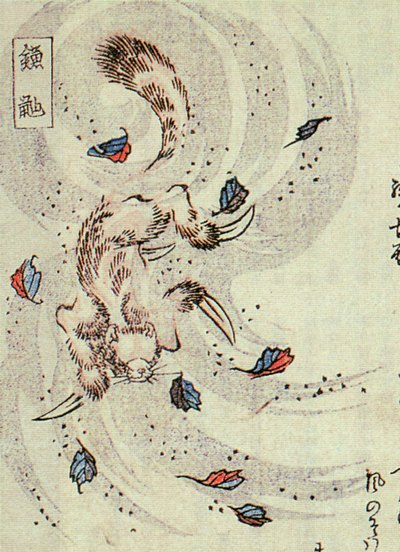
Illustration du kamaitachi dans le Kyōka Hyaku Monogatari

Dans le Kokin Hyakumonogatari Hyōban (古今百物語評判), il est écrit : « Les habitants de la capitale ou les samouraïs de lignées renommées ne sont pas affectés par ce fléau. » Si l’on est victime d’un kamaitachi, il est possible de consulter un apothicaire habitué à traiter ces blessures. En appliquant une pommade, on peut guérir, et il n’y a aucun risque de décès. On dit que dans le nord du pays, le froid affaiblit les êtres vivants. Le climat rigoureux et l’intensité du vent permettent aux chimi (魑魅), esprits des montagnes et des vallées, de provoquer ces phénomènes. Le fait que les habitants de la capitale soient épargnés s’explique par la croyance selon laquelle les forces maléfiques ne peuvent surpasser une énergie vitale forte et pure.
Dans le septième tome du Mimibukuro (耳袋) de Negishi Naokiyo intitulé zenbūkai no koto (旋風怪の事 ; « Histoire des tourbillons étranges »), il est rapporté qu’un enfant, pris dans un tourbillon dans un champ situé sur l’ancien site du domaine Kaga à Edo, a retrouvé sur son dos les empreintes d’un animal ressemblant à une belette,.
Dans le recueil d’essais Sōzan Chomon Kishū (想山著聞奇集) écrit par Miyoshi Sōzan, il est rapporté que les blessures causées par un kamaitachi ne provoquent ni douleur ni saignement dans un premier temps, mais qu’elles entraînent quelque temps  plus tard de vives douleurs et des saignements abondants, au point que les os peuvent parfois être visibles. Ces blessures peuvent même, bien que rarement, entraîner la mort. Miyoshi précise également que ces blessures se produisent souvent sur la partie inférieure du corps, ce qui suggère que le kamaitachi ne peut s’élever qu’à environ un shaku (30 centimètres) du sol. Il décrit également des kamaitachi aquatiques, citant des cas où des enfants jouant dans une flaque d’eau à l’intérieur de la porte de Yotsuya Mitsuke après une pluie, ou des personnes traversant la rivière Furukawa à Azabu, ont été blessés.
Dans le recueil d’histoires étranges de la région de Hokuriku intitulé Hokuetsu Kidan (北越奇談), le kamaitachi est décrit comme une blessure causée par une lame appartenant à un oni.
Amano Nobukage mentionne, dans le cinquante-deuxième volume de son essai Shiojiri (塩尻), le kamaitatchi comme un équivalant japonais d’une créature présente dans la littérature chinoise du nom de shī (狩).

## Légendes populaires sur les yōkai liés au vent
De nombreuses légendes associent les yōkai ou esprits au vent, affirmant qu’ils provoquent des maladies lorsqu’on les croise. Cependant, rares sont ceux qui infligent directement des blessures physiques.
Dans le district de Toyoura, aujourd’hui intégré à la préfecture de Yamaguchi), le yamamizaki est un esprit apparaissant dans les montagnes profondes. Il prend la forme d’une tête humaine qui vole au-dessus des feuilles mortes comme un véhicule emporté par un vent maléfique. Ceux qui rencontrent ce vent tombent gravement malades. À Aijima, dans la ville de Hagi, cet esprit est considéré comme une âme errante qui, après la mort, n’a pas trouvé de repos et s’est transformée en vent. Dans le village de Mutsushima, actuellement partie de Hagi, on dit que les personnes mortes d’une chute de falaise ou naufragées deviennent des yamamizaki jusqu’au huitième jour après leur décès.
Dans le village de Shōwa, actuellement Shimanto-chō), situé dans le district de Hata de Kōchi, cet esprit est appelé ryōge. Il est considéré comme l’âme d’une personne morte accidentellement. Croiser son chemin est décrit comme une « possession par le ryōge ».
Dans le village de Kuroiwa, actuellement Ochi-chō, dans le district de Takaoka, un vent maléfique similaire, est désigné sous le nom de muchi (鞭, « fouet »). Ce vent, qui semble fouetter les champs comme un fouet, est dit causer des maladies lorsqu’on y est exposé. À Tosayama, aujourd’hui intégré à Kōchi, le muchi est réputé tuer les chevaux et les bœufs accompagnant les voyageurs nocturnes. Pour se protéger, il était courent de placer un bandeau sur les yeux des animaux.
À Amami Ōshima, pendant la période de l’Obon, il est rapporté qu’un vent tiède peut effleurer les passants sur les chemins des cimetières, leur causant un frisson de froid. En rentrant chez eux, ils découvrent parfois des marques sur leur corps. Cela s’accompagne bientôt d’une forte fièvre, et l’intervention d’un yuta, un shaman, est nécessaire pour lever la malédiction.

## Lekamaitachidans la culture populaire
- Le nom de ce yokai est repris dans le titre de la franchise de jeux vidéo Kamaitachi no Yoru[26].

- Dans le jeu vidéo Nioh 2, le kamaitachi est un des boss que le joueur rencontre au cours de son aventure[27].

- Il s'agit également d'un yokai présent dans la franchise cross-média Yo-Kai Watch[28]sous le nom de Faustille.
- Dans la franchise cross-média Pokémon, les pokémon Farfuret et ses évolutions, ainsi que le pokémon Mangriff possèdent des caractéristiques évoquant le kamaitachi.

- Dans le manga Naruto, le personnage nommé Temari utilise une technique nommé Kamaitachi no jutsu[29] et peut invoquer une belette, nommée Kamatari, qui est armée d'une faucille[30].
- Une des nouvelles du manga Joyeux démons de Sakumo Okada, intitulée "La Belette-faucille de Tokyo" a pour protagoniste un kamaitachi.